# ليان بين كوه
ليان بين كوه (مواليد 1976 في سنغافورة) هو عالم حفظ مقيم في سنغافورة. وهو أستاذ في علم وتكنولوجيا وسياسات الحفظ في قسم العلوم الحيوية، ومدير مركز الحلول المناخية القائمة على الطبيعة في جامعة سنغافورة الوطنية.
كوه هو المدير المؤسس لكونزرفيشن درونز، وهي منظمة غير ربحية تسعى إلى توفير تقنية الطائرات المسيّرة لعلماء وممارسي الحفظ في جميع أنحاء العالم. كان سابقًا رئيسًا لعلم البيئة التطبيقي والحفظ في جامعة أديليد، ونائب رئيس شراكات العلوم والابتكار في كونزرفيشن إنترناشونال، وهي منظمة بيئية غير ربحية.
طوال مسيرته المهنية، حصل كوه على العديد من الجوائز بما فيها زمالة مجلس البحوث الأسترالية المستقبلية في عام 2014، وأستاذية مؤسسة العلوم الوطنية السويسرية في عام 2011، وزمالة المعهد الفدرالي السويسري للتكنولوجيا في عام 2008، وعُرف أيضًا كقائد عالمي شاب في المنتدى الاقتصادي العالمي في عام 2013.
على نحو لافت للنظر حصل في عام 2020 على جائزة مرموقة من مؤسسة البحوث الوطنية التابعة لمكتب رئيس وزراء سنغافورة ضمن مخططه لإعادة العلماء السنغافوريين. تأسس المخطط في عام 2013، وهو يسعى إلى جذب قادة الأبحاث السنغافوريين البارزين المقيمين في الخارج إلى سنغافورة لتولي مناصب قيادية في جامعات سنغافورة المستقلة ومعاهد البحوث الممولة من الحكومة. كوه هو السنغافوري السادس الذي يحصل على هذه الجائزة.

## التعليم والمسيرة المهنية
تلقّى كوه تعليمه ما قبل الجامعي في معهد هوا تشونغ (المدرسة الثانوية الصينية وكلية هوا تشونغ جونيور سابقًا) في سنغافورة.
أكمل درجة البكالوريوس في العلوم (مع مرتبة الشرف من الدرجة الأولى) ودرجة الماجستير في العلوم في جامعة سنغافورة الوطنية في عامي 2001 و 2003 على التوالي.
حصل كوه على درجة الدكتوراه من قسم علم البيئة وعلم الأحياء التطوري في جامعة برينستون في الولايات المتحدة عام 2008.
بعد ذلك، تلقى تدريب بعد الدكتوراه في المعهد الفيدرالي السويسري للتكنولوجيا في سويسرا. وفي عام 2011، عيّنته مؤسسة العلوم الوطنية السويسرية في منصب أستاذ مساعد.
في عام 2014، عيّنته جامعة أديليد في أستراليا لتولي منصب أستاذ مشارك في علم البيئة التطبيقي والحفظ. حصل لاحقًا على زمالة مجلس البحوث الأسترالية المستقبلية المرموقة (المستوى الثاني) وتمت ترقيته إلى أستاذ في عام 2017. ساعد كوه في تأسيس مركزين من مراكز البحوث الجامعية وشغل فيهما منصب المدير: مركز علوم الحفظ التطبيقية، ومرفق طائرات البحوث المسيّرة.
من عام 2018 إلى عام 2020، أخذ كوه استراحة من الأوساط الأكاديمية لينضم إلى كونزرفيشن إنترناشونال.
في عام 2020، عاد كوه إلى وطنه سنغافورة ليشغل منصب أستاذ في علم وتكنولوجيا وسياسة الحفظ في قسم العلوم الحيوية، ومدير مركز الحلول المناخية القائمة على الطبيعة في جامعة سنغافورة الوطنية.

## الأبحاث
كوه هو عالم بيئي تطبيقي تشمل مساهماته العلمية البارزة دراسة الانقراض المشترك للأنواع ونمذجة الآثار البيئية للزراعة الصناعية عبر المنطقة الاستوائية.
يركز بحثه على تطوير العلوم المبتكرة وأدوات دعم القرار المستندة إلى العلم للمساعدة في التوفيق بين احتياجات المجتمع وحماية البيئة. واجه هذا التحدي من خلال الدراسات الميدانية والتجارب، والمحاكاة بالحاسوب والنمذجة، بالإضافة إلى انتقاء التقنيات الناشئة لاستخدامها في البحوث والتطبيقات البيئية.
يركز بحثه جغرافيًا على المنطقة الاستوائية النامية حيث يكون النمو السكاني أسرع، ولكن الناس أفقر، والتنوع الحيوي أغنى، ومع ذلك فهي الأكثر عرضة للخطر على مستوى العالم.
دخل كوه في شراكة مع المنظمات غير الحكومية، وصانعي السياسات، وممثلي الصناعة، وعلماء الاجتماع، والاقتصاديين البيئيين، ومهندسي الكمبيوتر ومطوري البرامج. شارك في تأليف المنشورات العلمية مع أكثر من 100 زميل من أكثر من 20 دولة، ومن أفضل المؤسسات البحثية، بما فيها جامعة هارفارد، وجامعة برينستون، وجامعة ييل، وجامعة ستانفورد، وجامعة كامبريدج، والمعهد الفدرالي السويسري للتكنولوجيا في زيورخ، والأكاديمية الصينية للعلوم.